# Похотливый
«Похотливый» — комедия древнегреческого драматурга Менандра (IV - III века до н. э.), текст которой сохранился фрагментарно в виде ряда цитат, приведённых другими античными авторами. Время написания и постановки пьесы неизвестно.
Уцелели три отрывка «Похотливого», в общей сложности пять строк. Один из этих фрагментов предположительно содержит упоминание любви как болезни.